# Championnats du monde d'aviron 2015
Navigation
Amsterdam 2014 Rotterdam 2016
Les Championnats du monde d'aviron 2015, 45e édition des championnats, se déroulent du 30 août au 6 septembre 2015 sur le lac d'Aiguebelette, en France. Ce plan d'eau a déjà accueilli les Championnats du monde 1997 et une épreuve de la Coupe du monde en 2014.
Cette édition permet également aux meilleurs bateaux de se qualifier pour les Jeux olympiques de 2016 ou paralympique qui ont lieu à Rio de Janeiro en 2016.
En deux de pointe masculin, les « invincibles » néo-zélandais Eric Murray et Hamish Bond remportent leur sixième titre mondial consécutif. Lors du huit féminin, les Américaines ont décroché leur dixième titre consécutif (Jeux olympiques et championnats du monde confondus). La France domine la catégorie des poids légers chez les hommes avec notamment le premier titre pour Stany Delayre et Jérémie Azou.
La Grande-Bretagne, avec cinq titres, termine en tête du classement des médailles. Elle devance la Nouvelle-Zélande, avec le même nombre de titres, et l'Allemagne. Les Britanniques qualifient douze bateaux pour les prochains Jeux olympiques, devançant les États-Unis, avec dix bateaux, et l'Allemagne et la Nouvelle-Zélande avec neuf (cette dernière engageait un record de quatorze équipages lors des mondiaux, un dans chaque épreuve olympique).

## Organisation

### Sélection de la ville organisatrice
La candidature française est déposée en 2009,. Cinq fédérations étaient candidates avec des compétitions prévues à Aiguebelette, Varèse, Strathclyde Country Park, Brest (Biélorussie) et Brandebourg-sur-la-Havel,.
Brest (Biélorussie) et Brandebourg-sur-la-Havel ont renoncé juste avant la présentation officielle devant le conseil d’administration de la Fédération internationale des sociétés d'aviron (FISA), en juin 2011 à Hambourg. Le conseil de la FISA a retenu Aiguebelette, lors de son congrès le 5 septembre 2011,, en votant à une large majorité pour la candidature française (110 voix sur 143), aux dépens de Varèse et de Strathclyde Country Park.

### Site de la compétition

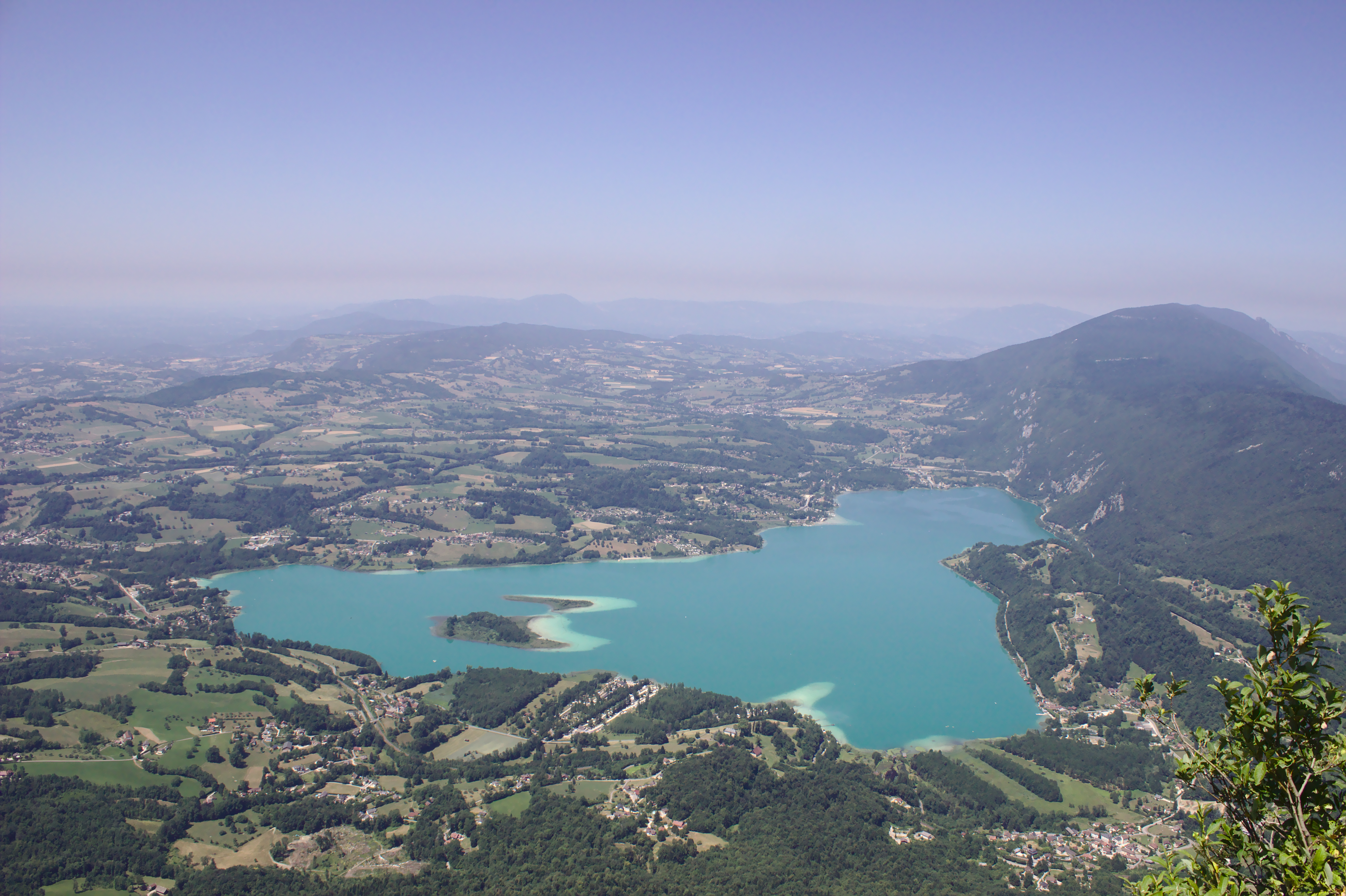
Le lac d'Aiguebelette, situé à l'ouest de Chambéry dans l'Avant-Pays savoyard.

Le lac d'Aiguebelette est le troisième lac naturel de France,. Il est classé réserve naturelle régionale en 2015 afin de préserver la diversité de la faune et de la flore. Cinq communes de la communauté de communes du Lac d'Aiguebelette se partagent les berges du lac : Aiguebelette-le-Lac, Lépin-le-Lac, Nances, Novalaise et Saint-Alban-de-Montbel.
Le site a déjà accueilli le match des séniors en 1987, les championnats du monde juniors d'aviron en 1990, les championnats du monde d'aviron en 1997 et une épreuve de la coupe du monde en 2014 ainsi que sept championnats de France (1995, 1997, 1999, 2002, 2006, 2009 et 2011). Chaque année depuis 1984, la régate internationale Savoie Mont-Blanc s'y dispute et accueille plus de 2 000 rameurs. L'épreuve de la coupe du monde d'aviron sert de « répétition » avec notamment des points d'amélioration attendus sur le transport, l’hébergement et l’organisation du site.
Par rapport aux championnats du monde d'aviron 1997, le départ et l'arrivée du bassin changent afin de respecter le cahier des charges de la FISA,. Ce changement, présent dès le début de la candidature, est très contesté par les riverains et des associations environnementales,,,. Le tribunal administratif de Grenoble annule l’ensemble des autorisations liées à l’aménagement du bassin d’aviron ainsi qu'à leur destruction,.
L'installation de la tribune provisoire (2 700 places) et des lignes d'eaux a eu lieu du 16 au 24 août. Un centre de presse de 400 m2 a été installé.

### Comité d'organisation

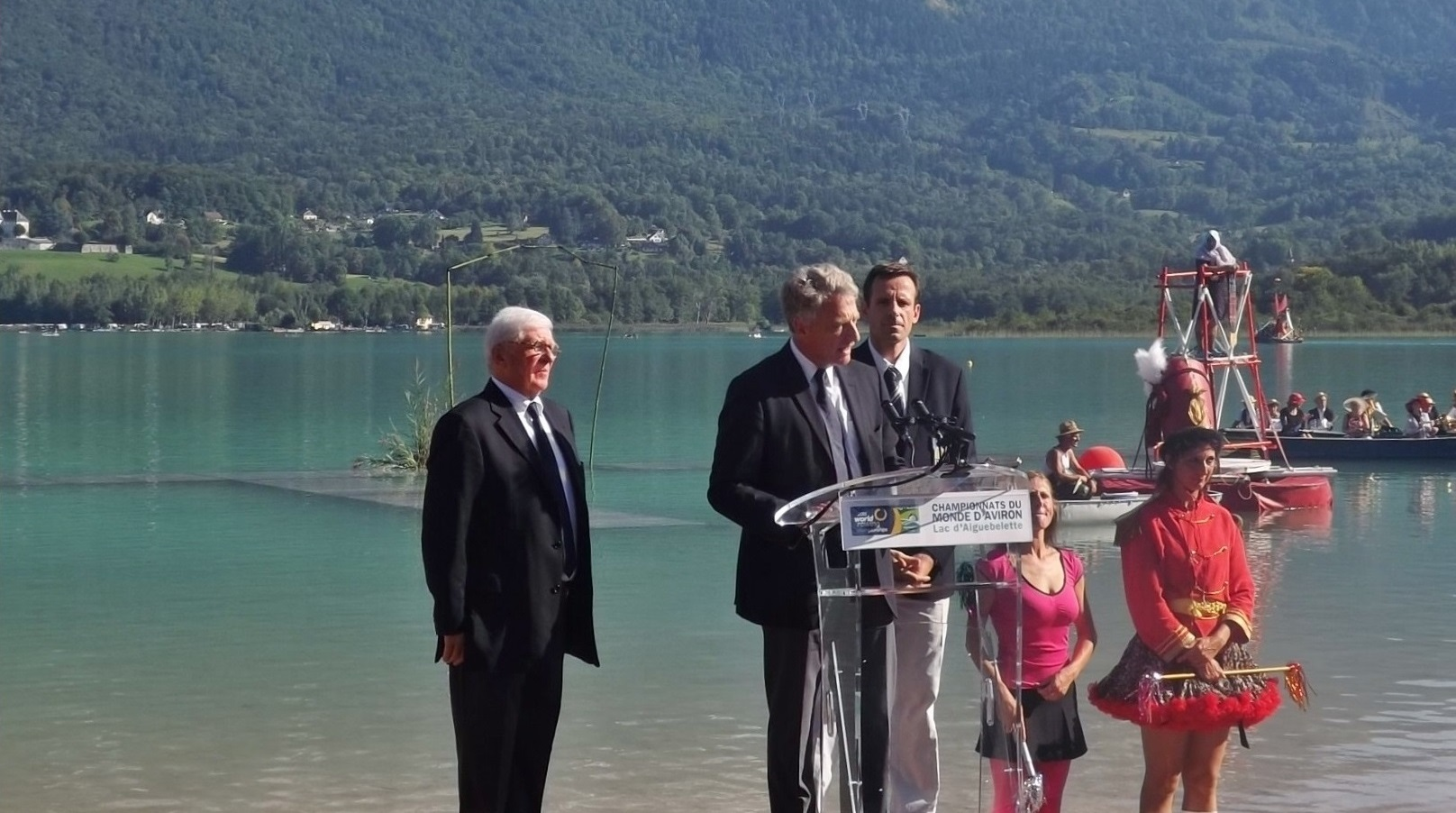
Discours d'Hervé Gaymard, en compagnie de Denis Guillermard (CC du Lac d'Aiguebelette) et de Jean-Christophe Rolland (FISA).

Le comité d'organisation est constitué sous la forme d'une association composée de la Fédération française d'aviron et du conseil départemental de la Savoie. La communauté de communes du Lac d'Aiguebelette, l'Assemblée des pays de Savoie, la région Rhône-Alpes et le Centre national pour le développement du sport sont également parties prenantes. Hervé Gaymard en est le président.
L'organisation a un budget de 8,4 millions d'euros. 600 « équipiers » aident l'organisation,.
La Fédération française d'aviron espère que ces championnats permettront d'augmenter l'éclairage médiatique de la discipline et donc le nombre de licenciés.

### Calendrier

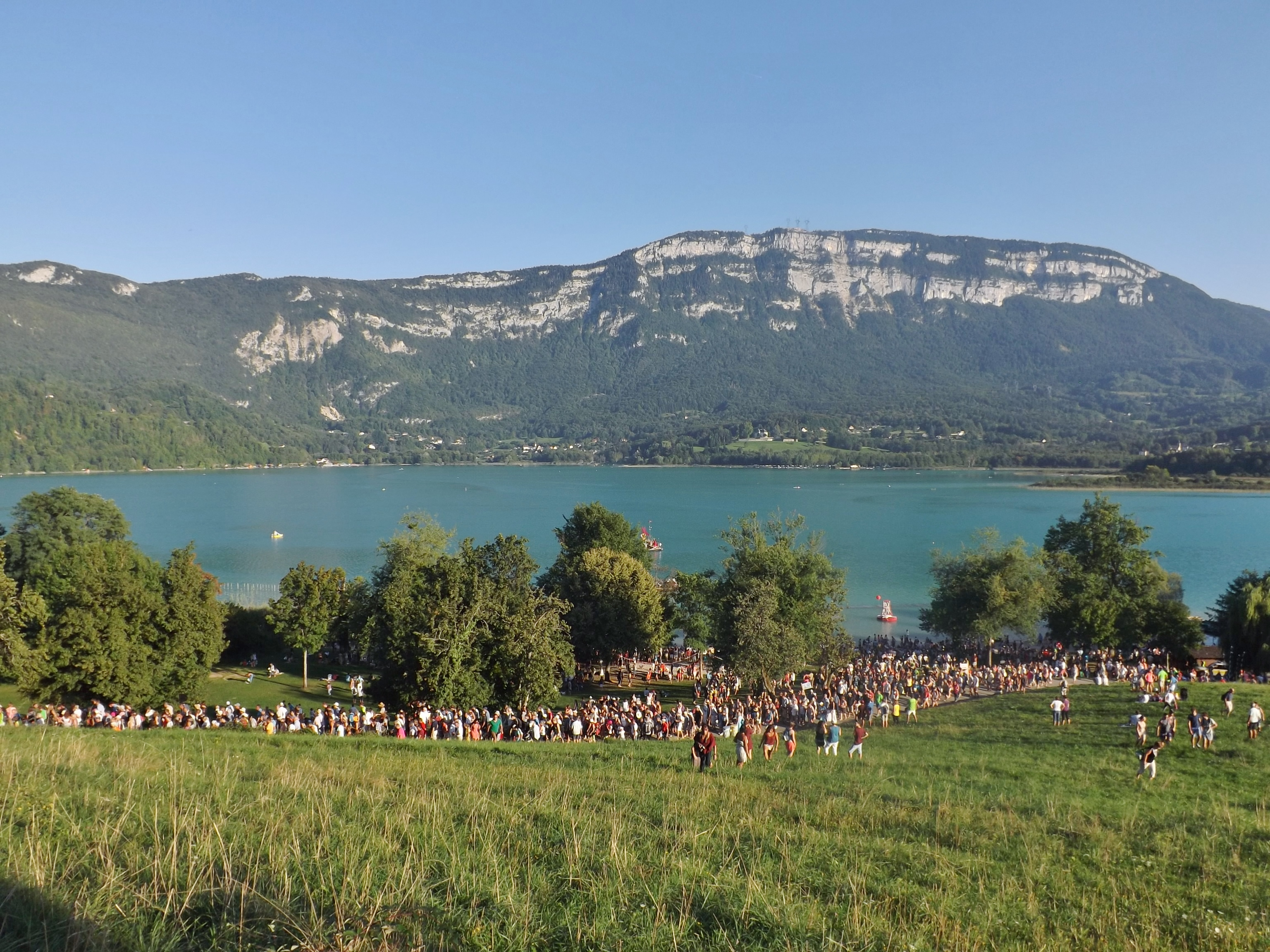
Cérémonie d'ouverture au Sougey.

Les compétitions se déroulent du 30 août au 6 septembre 2015. La cérémonie d'ouverture se tient le 29 août sur la plage du Sougey et 3 000 spectateurs y sont attendus,. 255 musiciens, 200 choristes, 49 comédiens et 6 circassiens participent à cette cérémonie d'ouverture. La cérémonie est confiée à l'association Les Nuits d'été qui est dirigée par Julian Boutin et elle cherche à valoriser le territoire et se habitants.
Les entraînements sur le lac ont débuté le 26 août.
Le calendrier des épreuves est le suivant :
| Q | Qualifications | R | Repêchages | ¼ | Quarts de finale | ½ | Demi-finales | F | Finales |

| Date → | Dim 30 | Dim 30 | Lun 31 | Lun 31 | Lun 31 | Mar 1 | Mar 1 | Mar 1 | Mer 2 | Mer 2 | Jeu 3 | Jeu 3 | Ven 4 | Ven 4 | Sam 5 | Sam 5 | Sam 5 | Dim 6 | Dim 6 |
| ------ | ------ | ------ | ------ | ------ | ------ | ----- | ----- | ----- | ----- | ----- | ----- | ----- | ----- | ----- | ----- | ----- | ----- | ----- | ----- |
| M1x    | Q      | Q      | R      | R      | R      |       |       |       | ¼     | ¼     |       |       | ½     | ½     |       |       |       | F     | F     |
| LM1x   | Q      | Q      | R      | R      | R      |       |       |       | ¼     | ¼     | ½     | ½     | F     | F     |       |       |       |       |       |
| M2x    |        |        | Q      | Q      | Q      | R     | R     | R     |       |       | ¼     | ¼     | ½     | ½     |       |       |       | F     | F     |
| M2−    | Q      | Q      | R      | R      | R      |       |       |       | ¼     | ¼     | ½     | ½     |       |       | F     | F     | F     |       |       |
| M2+    |        |        | Q      | Q      | Q      |       |       |       |       |       |       |       | F     | F     |       |       |       |       |       |
| LM2x   | Q      | Q      | R      | R      | R      |       |       |       | ¼     | ¼     | ½     | ½     |       |       | F     | F     | F     |       |       |
| LM2−   |        |        | Q      | Q      | Q      | R     | R     | R     |       |       | ½     | ½     | F     | F     |       |       |       |       |       |
| M4x    |        |        |        |        |        | Q     | Q     | Q     |       |       | ½     | ½     |       |       | F     | F     | F     |       |       |
| M4−    | Q      | Q      |        |        |        | R     | R     | R     |       |       | ½     | ½     |       |       | F     | F     | F     |       |       |
| LM4x   |        |        | Q      | Q      | Q      |       |       |       | ½     | ½     |       |       | F     | F     |       |       |       |       |       |
| LM4−   |        |        | Q      | Q      | Q      |       |       |       | ¼     | ¼     |       |       | ½     | ½     |       |       |       | F     | F     |
| M8+    |        |        | Q      | Q      | Q      |       |       |       | R     | R     |       |       | ½     | ½     |       |       |       | F     | F     |
| LM8+   |        |        |        |        |        | Q     | Q     | Q     |       |       |       |       | F     | F     |       |       |       |       |       |

| Date → | Dim 30 | Dim 30 | Lun 31 | Lun 31 | Lun 31 | Mar 1 | Mar 1 | Mar 1 | Mer 2 | Mer 2 | Jeu 3 | Jeu 3 | Ven 4 | Ven 4 | Sam 5 | Sam 5 | Sam 5 | Dim 6 | Dim 6 |
| ------ | ------ | ------ | ------ | ------ | ------ | ----- | ----- | ----- | ----- | ----- | ----- | ----- | ----- | ----- | ----- | ----- | ----- | ----- | ----- |
| W1x    | Q      | Q      | R      | R      | R      |       |       |       | ¼     | ¼     |       |       | ½     | ½     |       |       |       | F     | F     |
| LW1x   | Q      | Q      |        |        |        | R     | R     | R     |       |       | ½     | ½     | F     | F     |       |       |       |       |       |
| W2x    |        |        | Q      | Q      | Q      | R     | R     | R     |       |       | ¼     | ¼     | ½     | ½     |       |       |       | F     | F     |
| W2−    | Q      | Q      |        |        |        | R     | R     | R     |       |       | ½     | ½     |       |       | F     | F     | F     |       |       |
| LW2x   | Q      | Q      | R      | R      | R      |       |       |       | ¼     | ¼     | ½     | ½     |       |       | F     | F     | F     |       |       |
| W4x    |        |        | Q      | Q      | Q      |       |       |       | ½     | ½     |       |       | F     | F     |       |       |       |       |       |
| W4−    |        |        |        |        |        |       |       |       | Q     | Q     |       |       | F     | F     |       |       |       |       |       |
| LW4x   |        |        | Q      | Q      | Q      |       |       |       | ½     | ½     |       |       | F     | F     |       |       |       |       |       |
| W8+    |        |        | Q      | Q      | Q      |       |       |       | R     | R     |       |       |       |       |       |       |       | F     | F     |

| Date →   | Dim 30 | Dim 30 | Lun 31 | Lun 31 | Lun 31 | Mar 1 | Mar 1 | Mar 1 | Mer 2 | Mer 2 | Jeu 3 | Jeu 3 | Ven 4 | Ven 4 | Sam 5 | Sam 5 | Sam 5 | Dim 6 | Dim 6 |
| -------- | ------ | ------ | ------ | ------ | ------ | ----- | ----- | ----- | ----- | ----- | ----- | ----- | ----- | ----- | ----- | ----- | ----- | ----- | ----- |
| ASM1x    |        |        | Q      | Q      | Q      | R     | R     | R     | ½     | ½     | F     | F     |       |       |       |       |       |       |       |
| ASW1x    |        |        | Q      | Q      | Q      | R     | R     | R     | ½     | ½     | F     | F     |       |       |       |       |       |       |       |
| TAMix2x  |        |        | Q      | Q      | Q      | R     | R     | R     | ½     | ½     | F     | F     |       |       |       |       |       |       |       |
| LTAMix2x |        |        | Q      | Q      | Q      | R     | R     | R     | ½     | ½     | F     | F     |       |       |       |       |       |       |       |
| LTAMix4+ |        |        | Q      | Q      | Q      | R     | R     | R     | ½     | ½     | F     | F     |       |       |       |       |       |       |       |

## Participants

### Participants par pays
1 300 athlètes représentant 77 pays participent à cette édition des championnats du monde, ce qui constitue un nouveau record. L'année précédente, 1 168 rameurs de 60 pays différents avaient participé à la compétition.
Les États-Unis est le pays qui a engagé le plus de bateaux et de rameurs. Des petites délégations comme la Lituanie, la Tunisie ou le Vanuatu ont préparé cette compétition au lac de Paladru. L'équipe de France a préparé cette compétition au lac de Vouglans.
Onze athlètes avaient également participé aux Championnats du monde d'aviron 1997 organisés à Aiguebelette, 18 ans plus tôt. On retrouve parmi ces onze athlètes Olaf Tufte et Ekaterina Karsten, doubles champions olympiques, ou encore Marcel Hacker.
Le nombre de bateaux et de rameurs engagés par pays sont ci-dessous.
| Pays           | Nombre de bateaux | Nombres de rameurs |
| -------------- | ----------------- | ------------------ |
| Afrique du Sud | 9                 | 22                 |
| Algérie        | 2                 | 2                  |
| Allemagne      | 25                | 83                 |
| Angola         | 1                 | 2                  |
| Argentine      | 8                 | 17                 |
| Arménie        | 2                 | 3                  |
| Australie      | 20                | 62                 |
| Autriche       | 9                 | 23                 |
| Azerbaïdjan    | 3                 | 4                  |
| Belgique       | 4                 | 5                  |
| Bénin          | 1                 | 1                  |
| Biélorussie    | 11                | 24                 |
| Brésil         | 7                 | 13                 |
| Bulgarie       | 3                 | 4                  |
| Canada         | 12                | 35                 |
| Chili          | 2                 | 6                  |
| Chine          | 21                | 65                 |
| Corée du Sud   | 7                 | 13                 |
| Côte d'Ivoire  | 1                 | 1                  |
| Croatie        | 5                 | 8                  |
| Cuba           | 3                 | 5                  |
| Danemark       | 10                | 24                 |
| Égypte         | 2                 | 3                  |
| Espagne        | 8                 | 26                 |
| Estonie        | 2                 | 6                  |
| États-Unis     | 27                | 87                 |

| Pays             | Nombre de bateaux | Nombre de rameurs |
| ---------------- | ----------------- | ----------------- |
| Finlande         | 3                 | 5                 |
| France           | 19                | 64                |
| Géorgie          | 2                 | 3                 |
| Grèce            | 7                 | 17                |
| Hong Kong        | 5                 | 12                |
| Hongrie          | 7                 | 13                |
| Indonésie        | 4                 | 8                 |
| Irak             | 3                 | 3                 |
| Iran             | 1                 | 1                 |
| Irlande          | 9                 | 15                |
| Israël           | 5                 | 11                |
| Italie           | 23                | 68                |
| Japon            | 9                 | 16                |
| Kazakhstan       | 3                 | 3                 |
| Kenya            | 2                 | 2                 |
| Lettonie         | 2                 | 3                 |
| Libye            | 2                 | 2                 |
| Lituanie         | 7                 | 12                |
| Maroc            | 3                 | 4                 |
| Mexique          | 6                 | 8                 |
| Moldavie         | 1                 | 1                 |
| Monaco           | 1                 | 1                 |
| Nigeria          | 1                 | 1                 |
| Norvège          | 5                 | 10                |
| Nouvelle-Zélande | 16                | 48                |
| Ouzbékistan      | 3                 | 7                 |

| Pays        | Nombre de bateaux | Nombre de rameurs |
| ----------- | ----------------- | ----------------- |
| Pakistan    | 4                 | 3                 |
| Pays-Bas    | 15                | 46                |
| Pérou       | 2                 | 3                 |
| Pologne     | 17                | 45                |
| Porto Rico  | 3                 | 3                 |
| Portugal    | 2                 | 3                 |
| Qatar       | 1                 | 1                 |
| Tchéquie    | 10                | 21                |
| Roumanie    | 8                 | 31                |
| Royaume-Uni | 25                | 76                |
| Russie      | 18                | 62                |
| Serbie      | 7                 | 14                |
| Slovaquie   | 1                 | 1                 |
| Slovénie    | 2                 | 3                 |
| Suède       | 5                 | 7                 |
| Suisse      | 6                 | 14                |
| Thaïlande   | 2                 | 4                 |
| Togo        | 1                 | 1                 |
| Tunisie     | 3                 | 4                 |
| Turquie     | 4                 | 14                |
| Ukraine     | 16                | 39                |
| Uruguay     | 3                 | 4                 |
| Vanuatu     | 2                 | 3                 |
| Vietnam     | 3                 | 5                 |
| Zimbabwe    | 2                 | 2                 |

### Enjeux et objectifs
Ces championnats du monde sont le premier événement qualificatif pour les Jeux olympiques de 2016 qui auront lieu à Rio de Janeiro. De nombreux athlètes font de la qualification olympique leur objectif,,,.
La France qui engage 18 bateaux vise cinq médailles dont deux titres, ainsi que la qualification olympique d'un maximum de bateaux. L'objectif est le titre en deux de couple poids léger (LM2x) avec Stany Delayre et Jérémie Azou ainsi que des médailles en deux sans barreur avec Germain Chardin et Dorian Mortelette, en deux de couple avec Hugo Boucheron et Matthieu Androdias et en Quatre sans barreur avec Thibault Colard, Guillaume Raineau, Thomas Baroukh et Franck Solforosi. Le 8 français vise une qualification olympique pour la première fois depuis 2004,. La Fédération britannique d'aviron engage 23 bateaux sur ces championnats. En quatre de pointe, les Britanniques, tenants du titre, viseront l'or avec Alan Sinclair, Stewart Innes, Tom Ransley et Scott Durant. Les Britanniques visent une dizaine de médailles comme lors des précédents championnats du monde. Cinq athlètes Nord-Irlandais sont présents au sein de la délégation britannique. Rowing New Zealand (en) engage pour la première fois un bateau dans chacune des quatorze épreuves olympiques ,. La Fédération souhaite remporter six médailles lors de ces championnats et que tous les bateaux engagés dans des épreuves olympiques se qualifient pour les Jeux olympiques. Les Néo-Zélandais visent au minimum six médailles. Rowing Australia (en) engage des bateaux dans 12 des 14 épreuves olympiques, dans trois épreuves paralympiques et trois épreuves non olympiques. La Fédération vise la qualification olympique des 12 bateaux engagés dans les épreuves olympiques ainsi que des trois bateaux engagés dans les épreuves paralympiques,. Kim Crow vise le titre en skiff,. La Deutscher Ruderverband engage un bateau dans chaque épreuve olympique et non olympique. Dans les épreuves paralympiques, la fédération engage trois bateaux. La Fédération italienne est représentée par 77 athlètes qui sont engagés dans 23 courses (13 masculines, 6 féminines, 4 para-aviron),. Seuls les États-Unis et l'Allemagne ont engagé plus d'équipages et de rameurs. La Fédération américaine d'aviron amène 87 athlètes lors de ces championnats et engagent 27 bateaux, ce qui en fait la nation la plus engagée. La Fédération américaine espère un record de médailles lors de cette édition.

## Compétitions

### Résumés

#### Premier jour – dimanche 30 août

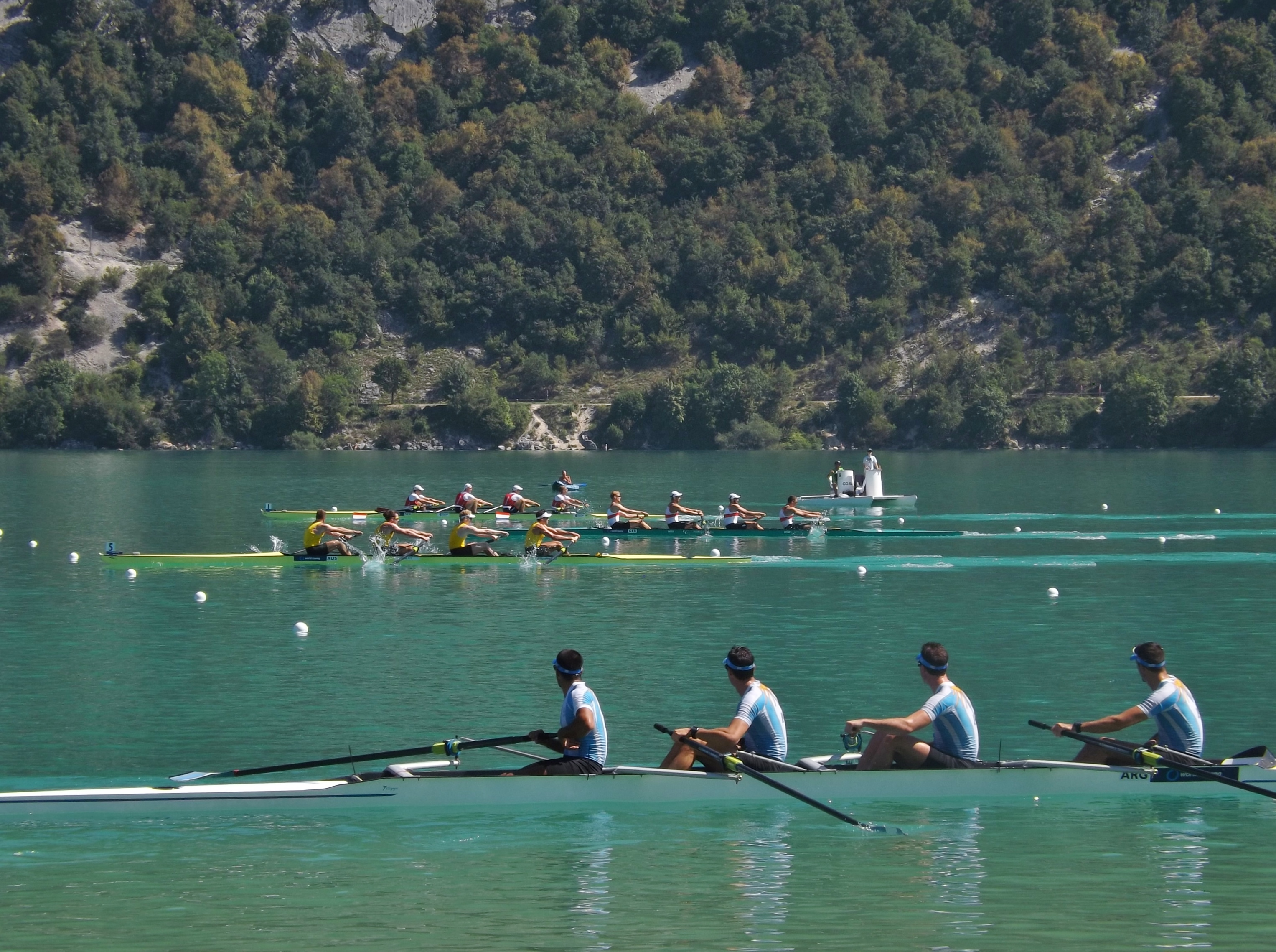
Premières courses.

La température est comprise entre 25 et 30 °C pour cette première journée de course. En skiff poids légers messieurs, l’Italien Marcello Miani, champion du monde en titre, a facilement remporté sa série. En deux sans barreur messieurs, les Néo-Zélandais Hamish Bond et Eric Murray, champions du monde en titre et invaincus depuis 2009, se qualifient pour les quarts de finale. En deux de couple poids léger (LM2x), les Français Stany Delayre et Jérémie Azou, grands favoris de l'épreuve, ont remporté leur série avec près de trois secondes d'avances sur leur poursuivant. En skiff masculin, les trois médaillés des précédents championnats du monde, Mahé Drysdale, Ondřej Synek et Ángel Fournier, remportent leur série. Le quatre sans barreur britannique, champion du monde en titre, a été battu par l'Italie en séries et doit donc passer par les repêchages.

#### Deuxième jour – lundi 31 août
En deux de couple messieurs, Hugo Boucheron et Matthieu Androdias ont réalisé le meilleur des séries en 6 min 8 s 8 à neuf secondes du record du monde. Dans cette épreuve, sont également qualifiés pour les quarts, les champions du monde croates, l'Allemagne, l'Italie, la Grande-Bretagne et la Pologne. Dans le huit, l'Allemagne et la Grande-Bretagne sont qualifiées pour la finale,. La France, l'Italie, la Russie, la Pologne et la Chine sont renvoyés aux repêchages du mercredi. Dans le quatre sans barreur poids légers messieurs, la France, le Danemark, la Nouvelle-Zélande et la Suisse se qualifient directement pour les demi-finales.

#### Troisième jour – mardi1erseptembre
Cette journée est consacrée aux repêchages,. Les conditions météorologiques sont moins bonnes que les jours précédents. En effet, le temps est couvert et par moments pluvieux avec du vent. En deux sans barreur, la Finlande, l'Ukraine, la Chine et le Brésil se qualifient pour les quarts de finale. Dans la série du huit poids légers messieurs, l'Allemagne s'impose devant la France et la Turquie. Le seul enjeu de cette série était l'attribution des couloirs pour la finale. Le quatre sans barreur britannique, champion du monde en titre, remporte sa course devant l'Espagne et la France et se qualifie pour les demi-finale. La France échoue à sept centièmes de seconde de l'Espagne et ne se qualifie pas pour les jeux olympiques. En quatre de couple, le Canada passe en demi-finale. Ce bateau est notamment composé de Julien Bahain, médaillé olympique avec la France en 2008.

#### Quatrième jour – mercredi 2 septembre

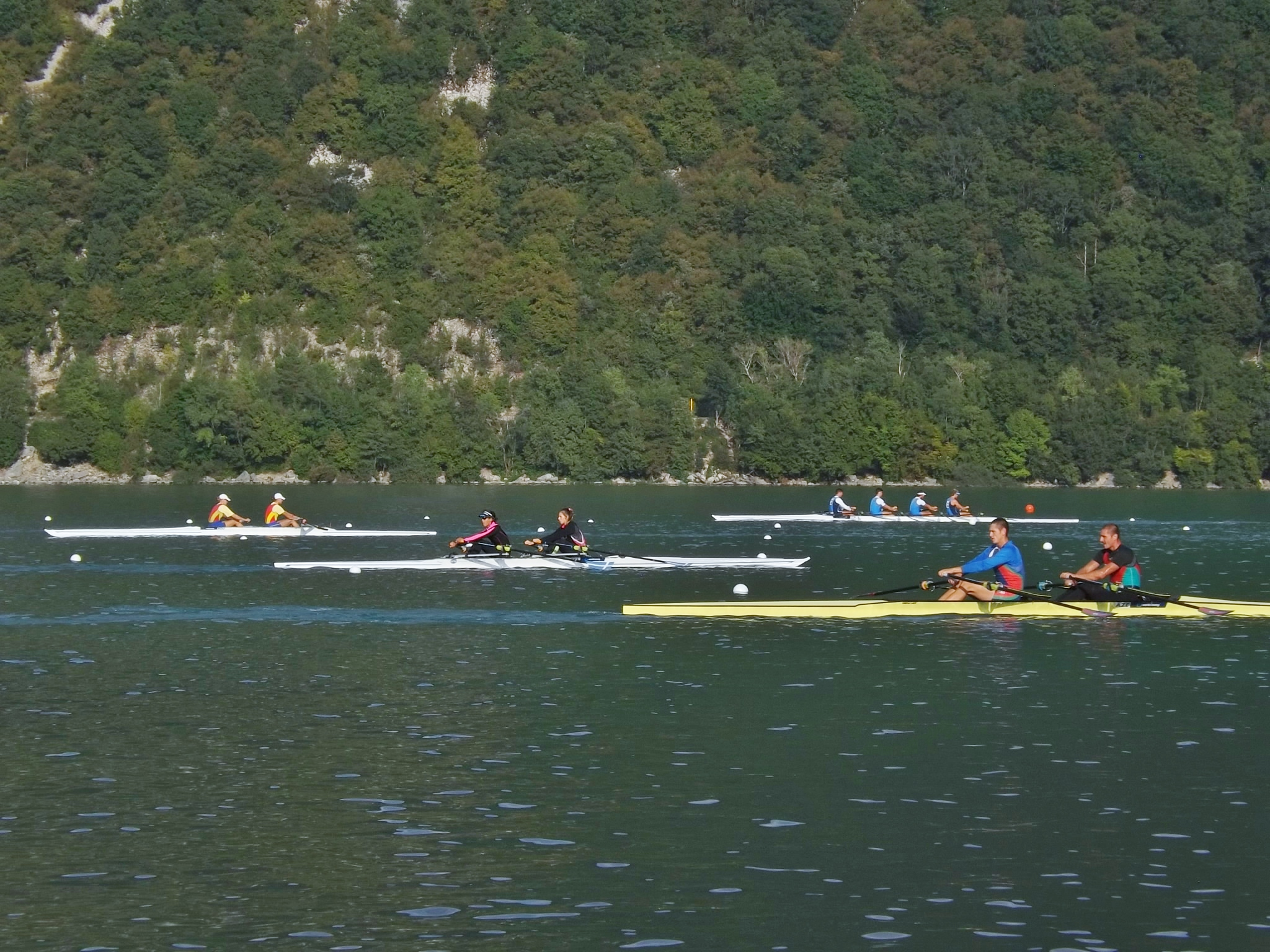
Entrainements au soir du quatrième jour.

Des demi-finales de classement, des quarts de finale et des repêchages sont au programme de cette quatrième journée. En deux de pointe avec barreur, la Biélorussie domine le repêchage. En deux sans barreur, les Néo-Zélandais Eric Murray et Hamish Bond se qualifient facilement pour les demi-finales. En deux sans barreur hommes, Germain Chardin et Dorian Mortelette, vice-champions olympiques en 2012, dominent leur quart de finale et se qualifient donc pour les demi-finales. En deux de couple hommes poids léger, les champions du monde en titre sud-africains James Thompson et John Smith remportent leur quart de finale. Jérémie Azou et Stany Delayre, vice-champions du monde en 2014 remportent leur course devant l'Allemagne et l'Autriche et se qualifient pour les demi-finales,. Lors du huit, les Pays-Bas, la Nouvelle-Zélande, la Russie et l'Italie rejoignent les Britanniques et les Allemands en finale. La Pologne et la France sont éliminés. En deux de couple féminin, l’Australie remporte son quart de finale devant la France et le Canada,. En skiff, la Néo-Zélandaise Fiona Bourke est éliminé en quarts de finale et ne qualifie donc pas son bateau pour les Jeux olympiques.

#### Cinquième jour – jeudi 3 septembre
Des quarts de finale, des demi-finales et les finales handisports sont au programme de cette cinquième journée. 900 collégiens, 600 invités du Comité d’organisation et plus de 2 000 spectateurs assistent aux courses du jour. En deux sans barreur dames, les Américaines remportent leur demi-finale devant l'Afrique du Sud et le Canada. Dans l'autre demi-finale, les Britanniques tenantes du titre l'ont emporté devant la Nouvelle-Zélande et le Danemark. Ces six pays sont qualifiés pour la finale. En deux de pointe poids-légers masculin, la Grande-Bretagne, l'Italie, L'Australie, la France, l'Allemagne et les États-Unis se qualifient pour la finale. Lors des demi-finales du skiff masculins, l’Italien Marcello Miani, tenant du titre, est éliminé. En skiff dames poids-léger, la Néo-Zélandaise, Zoe McBride et l'Américaine Kathleen Bertko remportent les demi-finales. En deux sans barreur masculin, les multiples champions du monde et champions olympiques néo-zélandais, Eric Murray et Hamish Bond, s'imposent dans leur demi-finale devant les Serbes et les Italiens. Dans la seconde demi-finale, les Britanniques s'imposent devant les Australiens et les Néerlandais. Les Français Germain Chardin et Dorian Mortelette terminent quatrième de la seconde demi-finale et sont par conséquent éliminés. En deux de couple poids légers masculins, Stany Delayre et Jérémie Azou ont mené de bout en bout leur demi-finale et se qualifient pour la finale. En demi-finale du deux de couple poids-léger féminin, les championnes du monde néo-zélandaises Sophie Mackenzie et Julia Edward s’imposent devant les Britanniques et les Allemandes. Dans l'autre demi-finale, le Canada l'emporte devant l’Afrique du Sud et le Danemark. En quatre de pointe, les Italiens devancent les champions du monde britanniques et les Canadiens dans la première demi-finale. Dans la seconde course, les Pays-Bas ont devancé l’Australie et l'Allemagne. En handisport, les Français Perle Bouge et Stéphane Tardieu, vice-champions du monde en 2014, terminent 3e de la finale derrière l’Australie, tenant du titre, et la Grande-Bretagne,. En skiff masculin, Erik Horrie a remporté le titre pour la troisième fois consécutive,. L'Ukrainien Igor Bondar est parti le plus vite. Mais il s'est fait dépasser par Erik Horrie qui a accéléré (31 coups d'aviron par minute) puis par le Britannique, Tom Aggar, champion paralympique en 2008. En deux de couple, il s'agit également du troisième titre pour la paire australienne composée de Kathryn Ross et de Gavin Bellis (en). En skiff féminin, l'Israélienne, Moran Samuel, deuxième en 2014, a remporté le titre. Elle a devancé la Britannique Rachel Morris et la Norvégienne Birgit Skarstein, championne du monde en titre. Dans le quatre avec barreur, la Grande-Bretagne, tenante du titre, l'a emportée devant les États-Unis et le Canada. Les Britanniques ont remporté une médaille dans chaque course handisport.

#### Sixième jour – vendredi 4 septembre

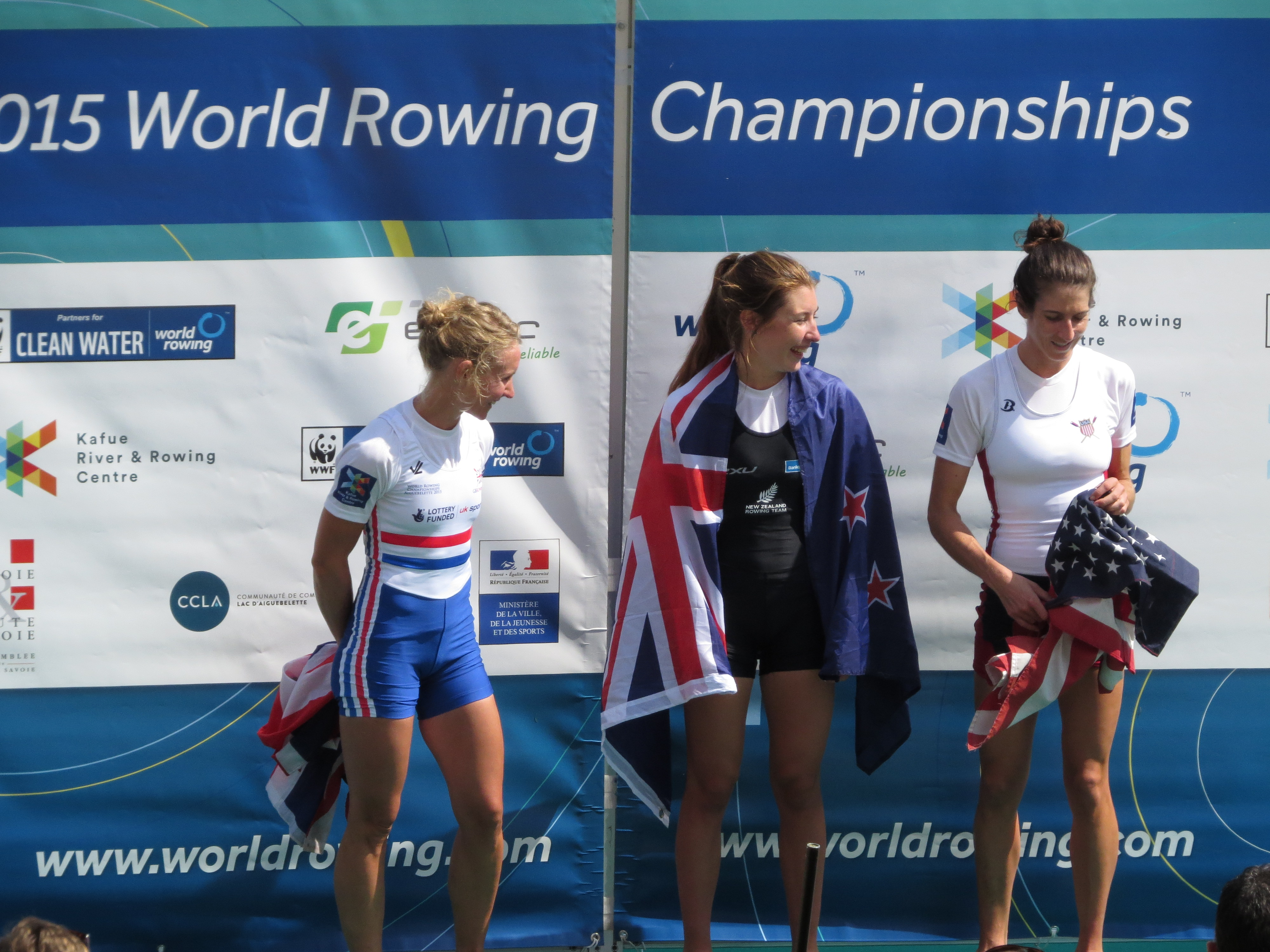
Podium du skiff poids légers féminin.

Cinq demi-finales, des finales de classement et les finales des bateaux non olympiques sont au programme de cette sixième journée. En deux de couple féminin, les championnes du monde néo-zélandaises, Eve MacFarlane et Zoe Stevenson, se sont imposées de justesse devant les Lituaniennes, championnes du monde en 2013. Les six bateaux étaient regroupés en moins de 2 s à la mi-course. Dans la seconde demi-finale, les Grecques ont bataillé toute la course avec les Polonaises, championnes d'Europe en 2015, et se sont finalement imposées. Les Allemandes prennent la dernière place qualificative pour la finale. En deux de couple masculin, les frères Sinković, champions du monde en titre, ont mené la course de bout en bout. Il y avait trois pays (Australie, Nouvelle-Zélande et l'Italie) pour deux places. Finalement, l'Australie termine devant la Nouvelle-Zélande et l'Italie termine 4e,. Dans la seconde demi-finale, l’Allemagne s'impose devant la Lituanie et la France,. En demi-finale du quatre sans barreur poids légers masculin, le Danemark s'est imposé devant les Pays-Bas et la Nouvelle-Zélande,. Dans l’autre course, la Suisse remporte la course devant la France et l'Italie. La Grande-Bretagne, championne olympique en 2012, termine 4e et est éliminée. Lors du skiff masculin, Mindaugas Griskonis remporte la première demi-finale après avoir mené durant toute la course devant le Tchèque Ondrej Synek et le Cubain Ángel Fournier Rodríguez. Dans la seconde demi-finale, Mahé Drysdale, champion olympique en 2012, s'est imposé devant Damir Martin et Olaf Tufte, 39 ans, champion olympique en 2004 et 2008. En skiff féminin, Duan Jungli a remporté la première demi-finale. Elle s'est imposée devant Mirka Knapkova, championne olympique en 2012, et l'Américaine Genevra Stone. L'Autrichienne, Magdalena Lobnig, en tête en début de course, termine finalement 4e. Dans la seconde demi-finale, Kim Crow, la favorite, qui n'a pas perdu une seule course de la saison, s'est imposée aisément. Derrière trois athlètes (la Lituanienne Lina Šaltytė, la Suissesse Jeannine Gmelin et la Biélorusse Tatsiana Kukhta) se battent pour la qualification. Jeannine Gmelin parvient à terminer deuxième devant la Canadienne Carleen Zeeman qui a remonté les autres concurrentes en fin de course.
Lors de la finale du quatre sans barreur féminin, les Américaines l'emportent devant la Grande-Bretagne et la Chine. Lors de la finale du deux barré masculin, les Britanniques s’imposent devant les Allemands et les Serbes. L'équipage français composé de Jean-Baptiste Macquet et Romain Delachaume et barrés par Benjamin Manceau termine 6e. En deux sans barreur poids légers, la Grande-Bretagne l'emporte devant la France et l'Italie,. Le Néo-Zélandais Adam Ling l'emporte en skiff poids légers,. En skiff poids légers féminin, la favorite Néo-Zélandaise Zoe McBride, 19 ans, l'emporte devant la Britannique Imogen Walsh et l'Américaine Kathleen Bertko,. Le quatre de couple poids légers masculin est remporté de justesse par la France, les favoris après les séries., devant l'Allemagne,. En huit poids légers masculins, l'Allemagne l'emporte devant la France qui visait une médaille,. Fabrice Moreau termine sa carrière sur cette médaille d'argent.

#### Septième jour – samedi 5 septembre

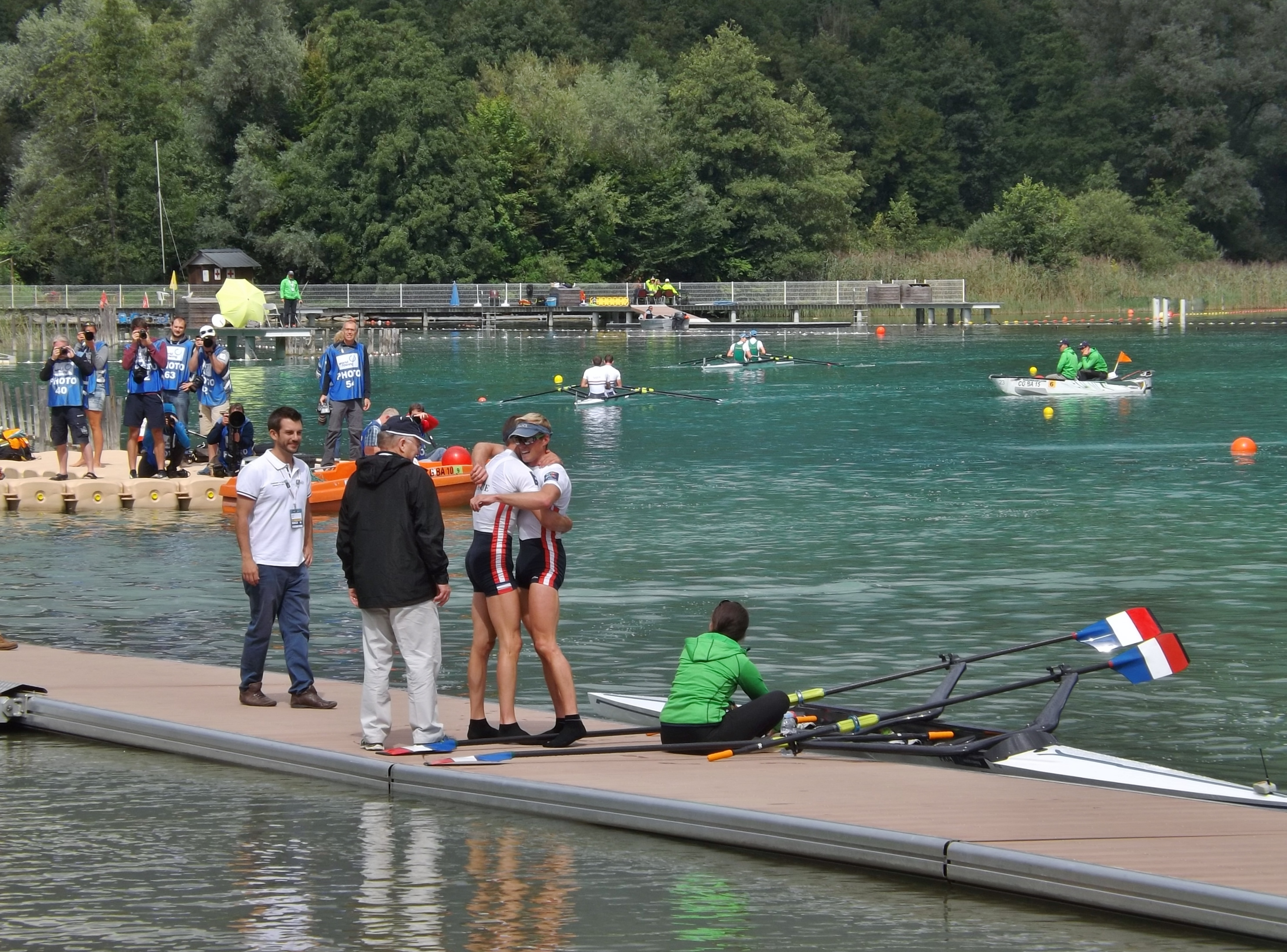
Stany Delayre et Jérémie Azou à l'arrivée.

Des finales de classement et des finales de bateaux olympiques sont au programme de cette septième journée. Il fait très beau et le public est nombreux. Bernard Lapasset, président de la Fédération Internationale de Rugby et Denis Masseglia, président du Comité National Olympique et Sportif Français et ancien président de la Fédération française d'aviron assistent aux courses de cette journée. Lors de la finale du deux sans barreur féminin, la paire britannique composée d'Helen Glover et de Heather Stanning, sacrée en 2013 et 2014 et invaincue en 2015, remporte le titre devant les Néo-Zélandaises qui étaient troisième en 2014 et les Américaines, vice-championnes l'an dernier. Les Néo-Zélandais Eric Murray et Hamish Bond ont remporté un sixième titre mondial en deux de pointe,. Ils sont qualifiés d'« invincibles » et de « légendes » car il s'agit de leur 61e victoire consécutive dans des régates internationales,. Ils ont devancé de trois longueurs les Britanniques et les Serbes. En deux de couple poids-légers, les favoris français Stany Delayre et Jérémie Azou l'emportent,,.Ils ont maîtrisé cette course et réussi à contrôler le bateau britannique qui les menaçait en début de course. Il s’agit de leur 36e victoire en 37 courses en quatre années de collaboration,. Leur seule défaite est la finale des championnats du monde 2014. Ils ont devancé d'un bateau les Britanniques et les Norvégiens qui avaient déjà terminé 3e en 2014. Les Sud-Africains, tenants du titre, terminent 4e. Notamment grâce à cette victoire, Stany Delayre et Jérémie Azou ont remporté le titre d'« équipage de l'année » délivré par la fédération internationale d'aviron. Les Néo-Zélandaises Sophie Mackenzie et Julia Edward ont conservé leur titre en deux sans barreur poids léger dames,. Elles ont devancé de plus d'une seconde les Britanniques et l’Afrique du Sud,. En quatre sans barreur masculin, la course est indécise. Les Italiens, deuxièmes des étapes de coupe du Monde à Varese et Lucerne, ont remporté le titre mondial devant les Australiens et les Britanniques. En quatre de couple féminin, les Américaines, troisièmes en 2014, ont dominé les Allemandes, pourtant victorieuses des trois manches de Coupe du Monde, et les Néerlandaises. Il s'agit de la première victoire des États-Unis dans cette course. Dans le quatre de couple masculin, l'Allemagne, troisième en 2014, a remporté le titre devant les Australiens et les Estoniens. Les champions en titre, les Ukrainiens, avaient été éliminés en demi-finales,.

#### Huitième jour – dimanche 6 septembre

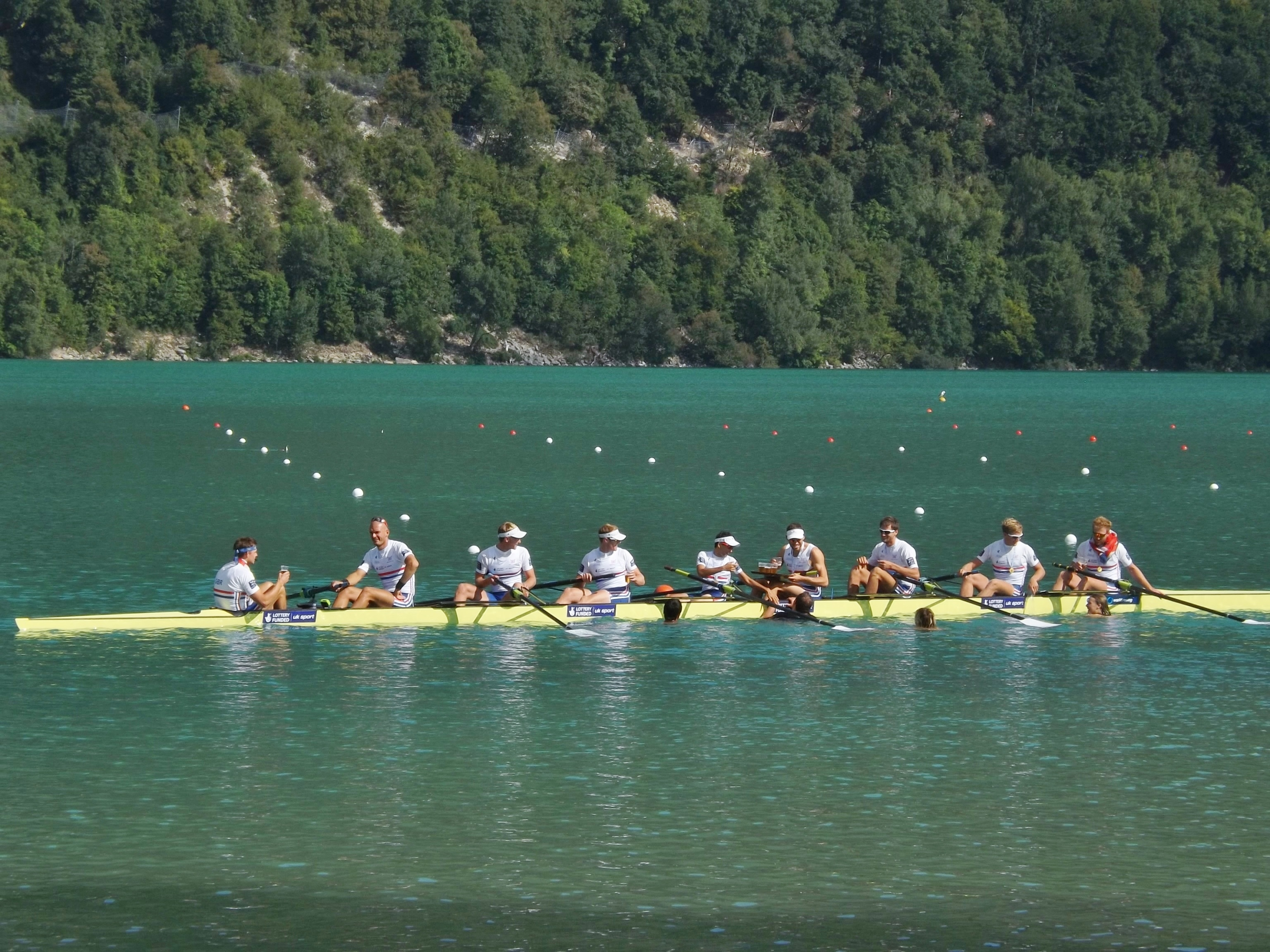
Le 8 britannique à l'arrivée.

Les dernières finales sont au programme de cette huitième et dernière journée. Lors de cette journée, cinq membres du CIO (Denis Oswald, Anita DeFrantz, John Coates, Tony Estanguet et Thomas Bach) sont présents ainsi que le secrétaire d’État chargé des Sports Thierry Braillard,. Lors du deux de couple féminin, ce sont les Néo-Zélandaises, Eve MacFarlane et Zoe Stevenson, qui conservent leur titre de justesse devant la Grèce et l’Allemagne. Les champions du monde en titre les frères Martin et Valent Sinković s'imposent sur le deux de couple. Ils ont battu la Lituanie et la Nouvelle–Zélande qui est championne olympique en titre,. L'Allemagne termine 4e devant l’Australie, médaillée de bronze en 2014, et la France. Dans le quatre de pointe poids légers, la Suisse l'emporte devant le Danemark et la France. Absent des podiums en coupe du monde lors de la saison 2015, le Tchèque, Ondřej Synek, réussit à conserver son titre dans le skiff. Il a devancé de justesse le favori le Néo-Zélandais, Mahé Drysdale, et le Lituanien, Mindaugas Griškonis. Les outsiders, Olaf Tufte et Ángel Fournier termine respectivement 4e et 6e,. En skiff féminin, la logique a été respectée avec la victoire de l’Australienne Kim Crow, vice-championne du monde en 2014, qui s'impose avec une marge confortable devant la Tchèque Knapkova et la Chinoise Duan. La tenante du titre, Emma Twigg était absente car en raison de ses études elle n'a pas pu s’entraîner avec l'équipe nationale. Dans le huit, les champions du monde en titre, les Britanniques, l'ont emporté d'« une pointe » devant les champions olympique allemands. Pour la troisième place, les Pays-Bas ont pris le meilleur au photo-finish sur les Néo-Zélandais double champions du monde moins de 23 ans. Lors du huit féminin, les Américaines ont décroché leur 10e titre consécutif (jeux olympiques et championnats du monde confondus).

#### Femmes

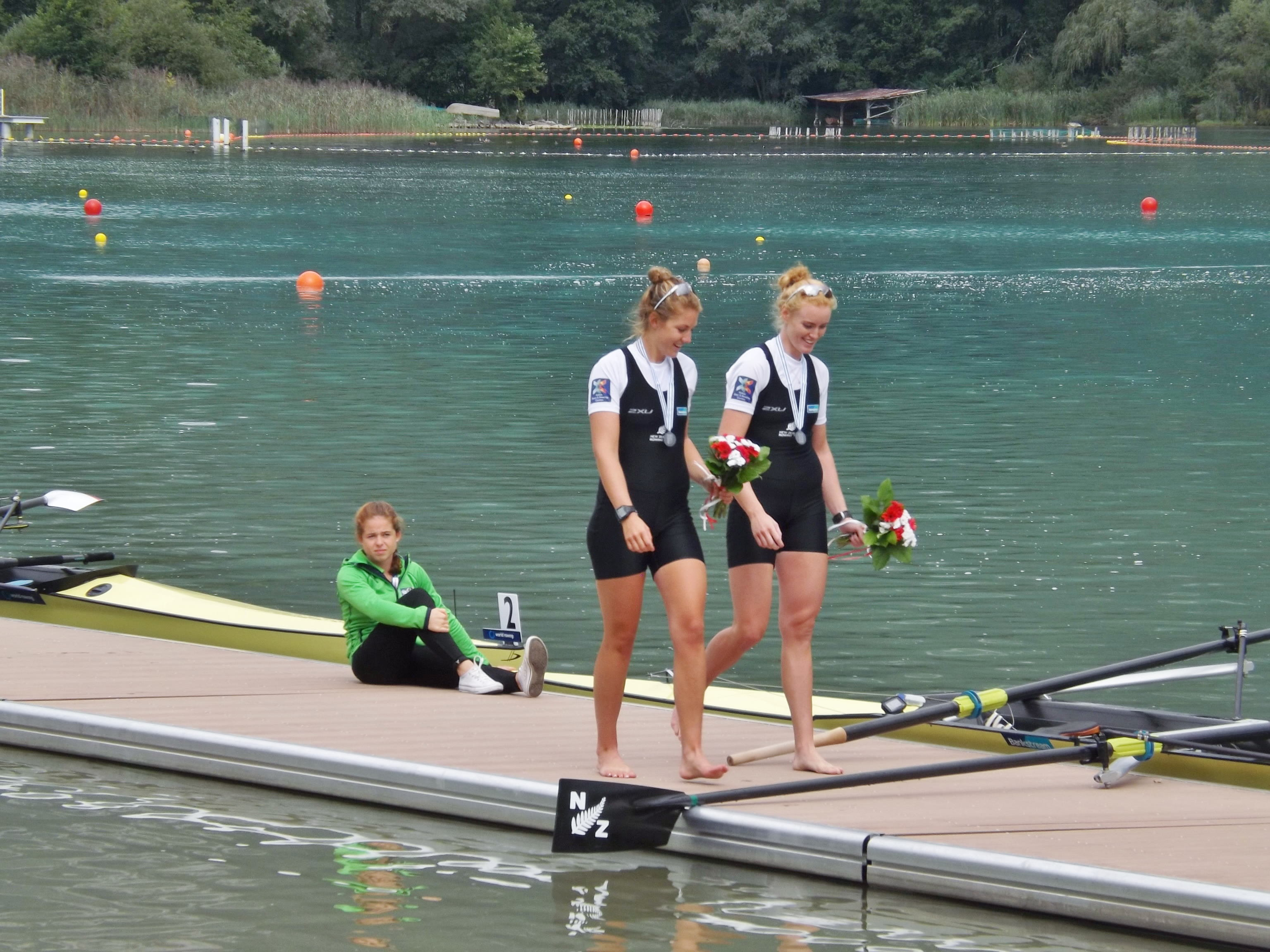
Deux de pointe W2- : Kerri Gowler et Grace Prendergast médaillées d'argent.

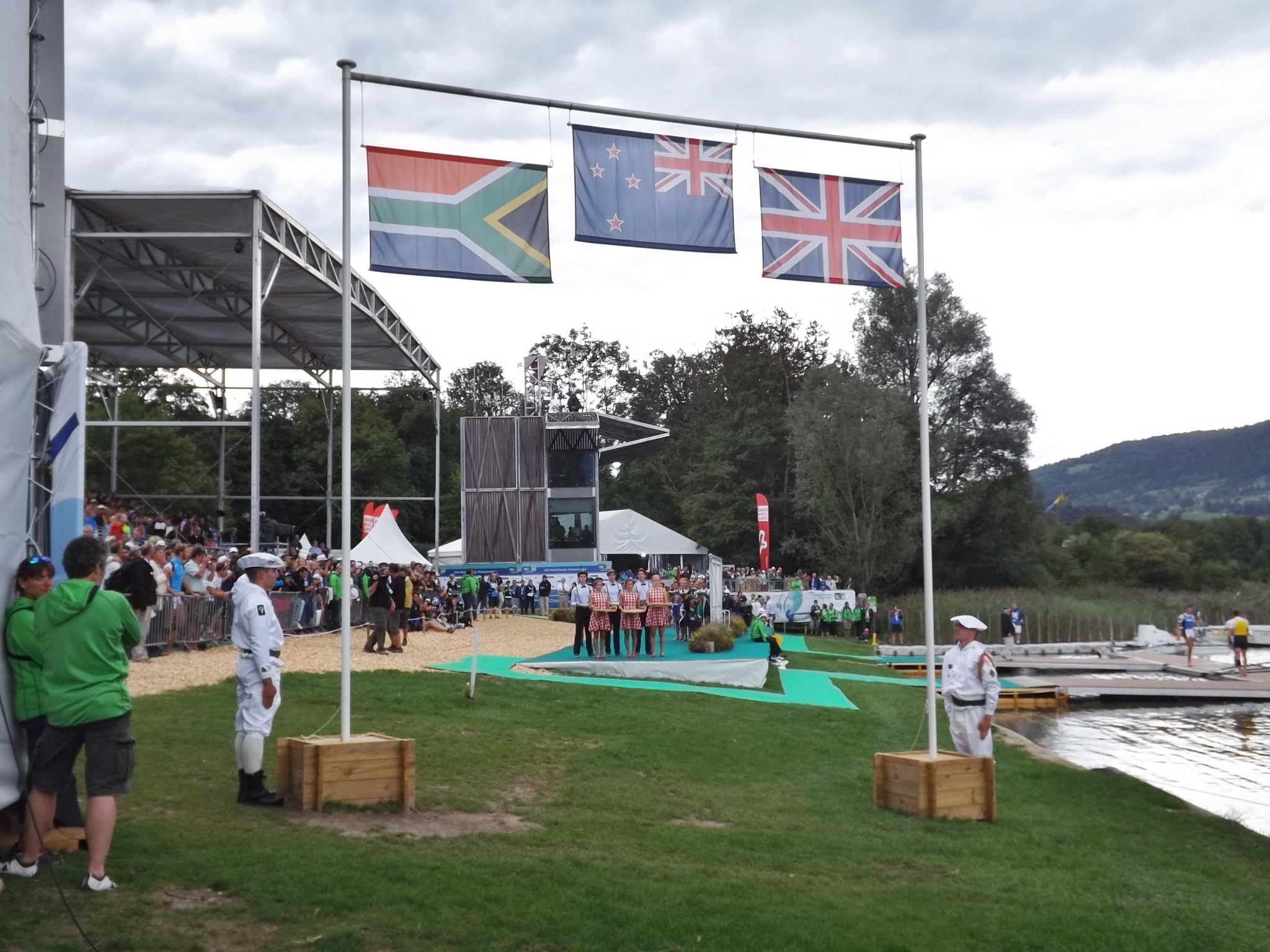
Podium Deux de couple poids légers LW2x : NZL-GBR-ZAF.

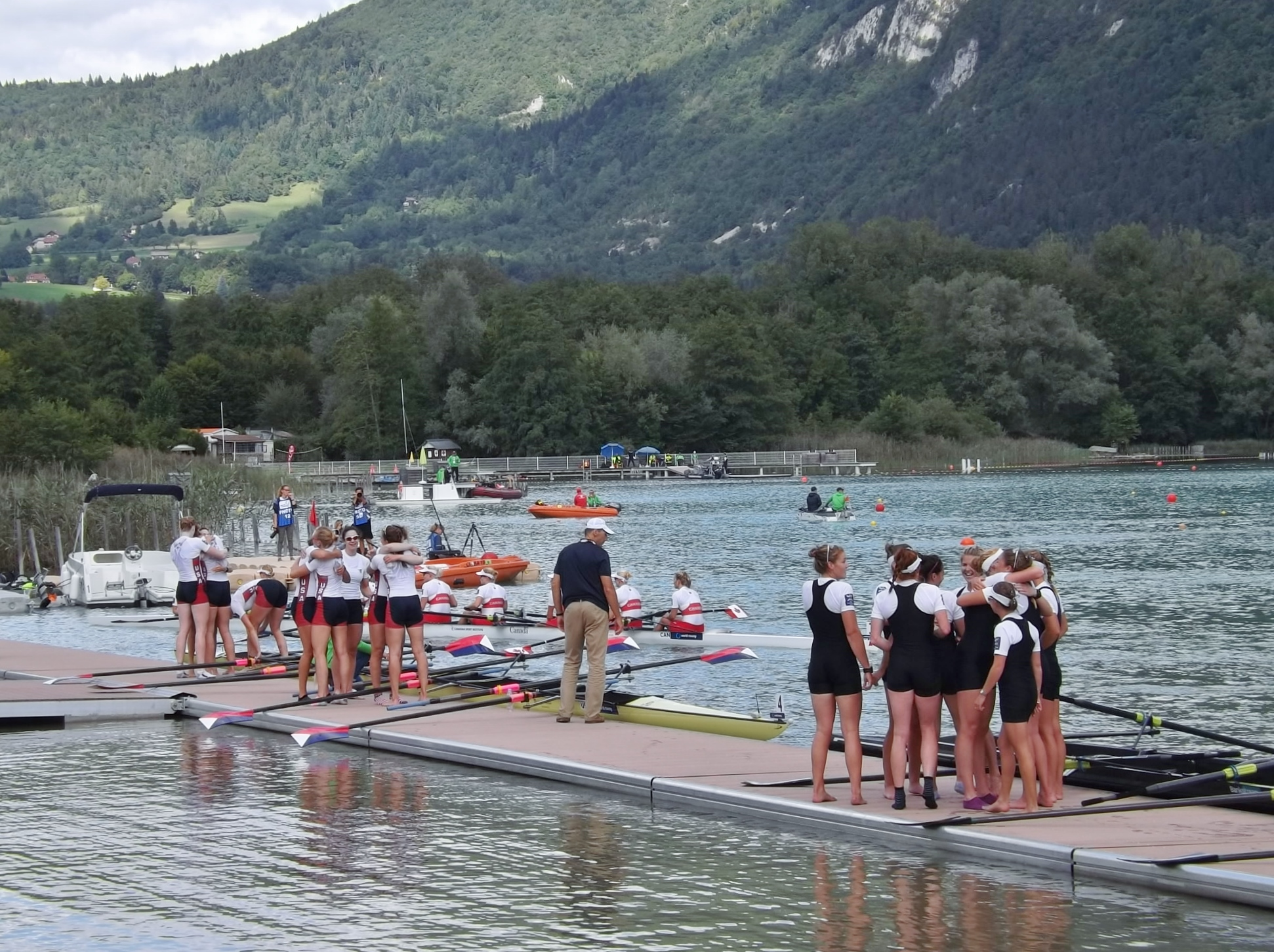
Huit W8+ : les médaillées se félicitent.

### Résultats

#### Hommes

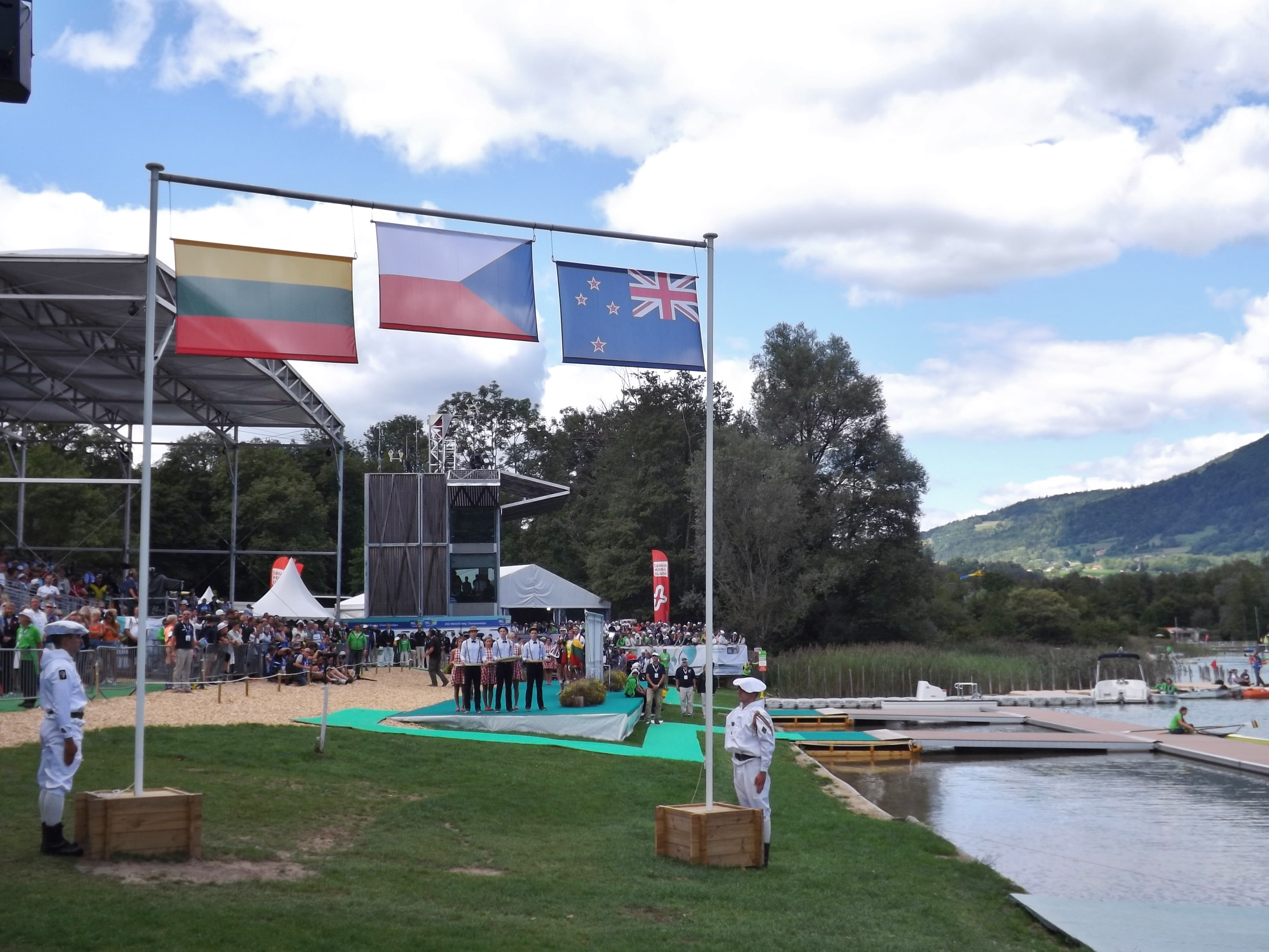
Podium Skiff M1x : CZE-NZL-LTU.

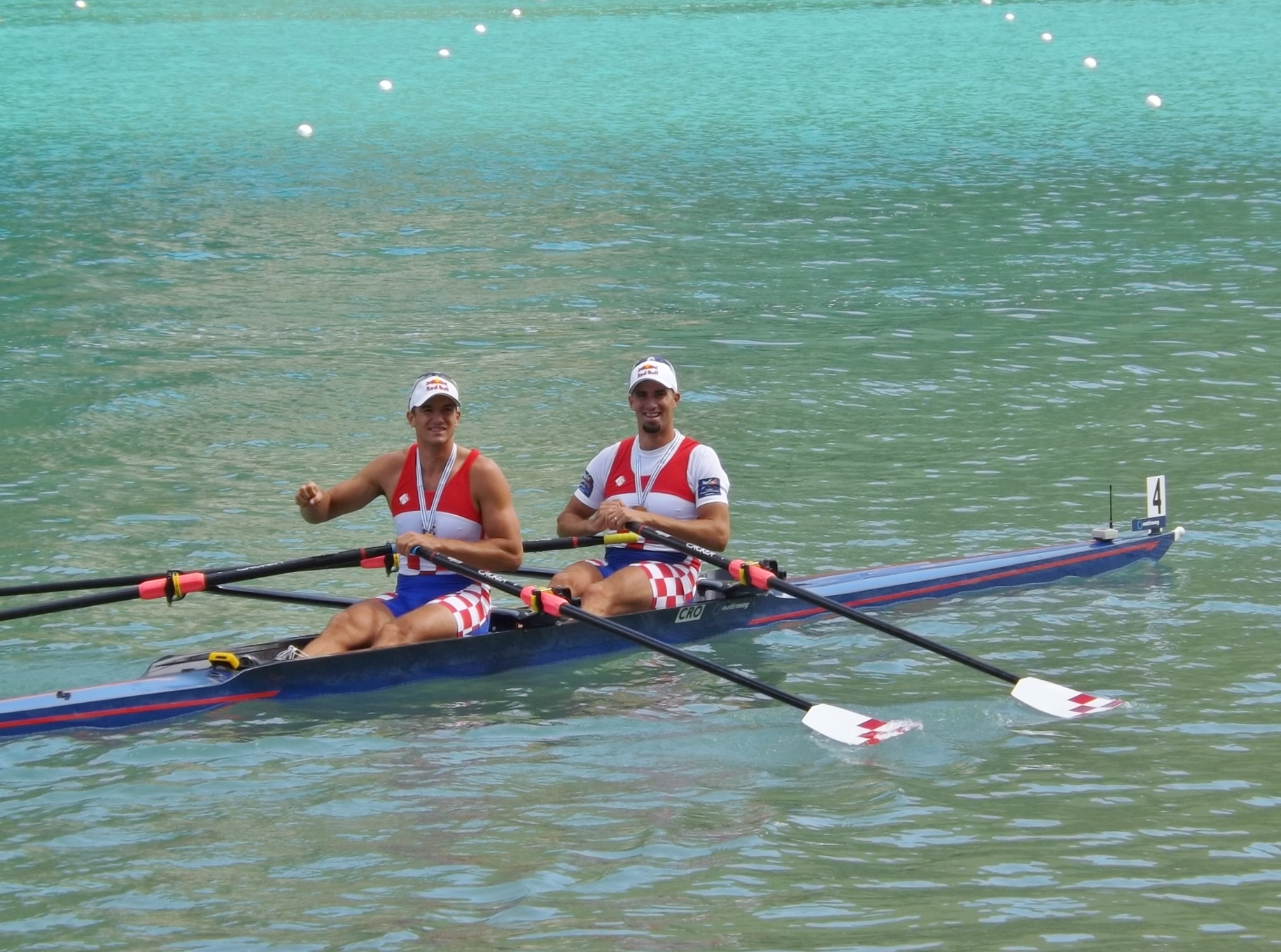
Deux de couple M2x : Croates médaillés d'or.

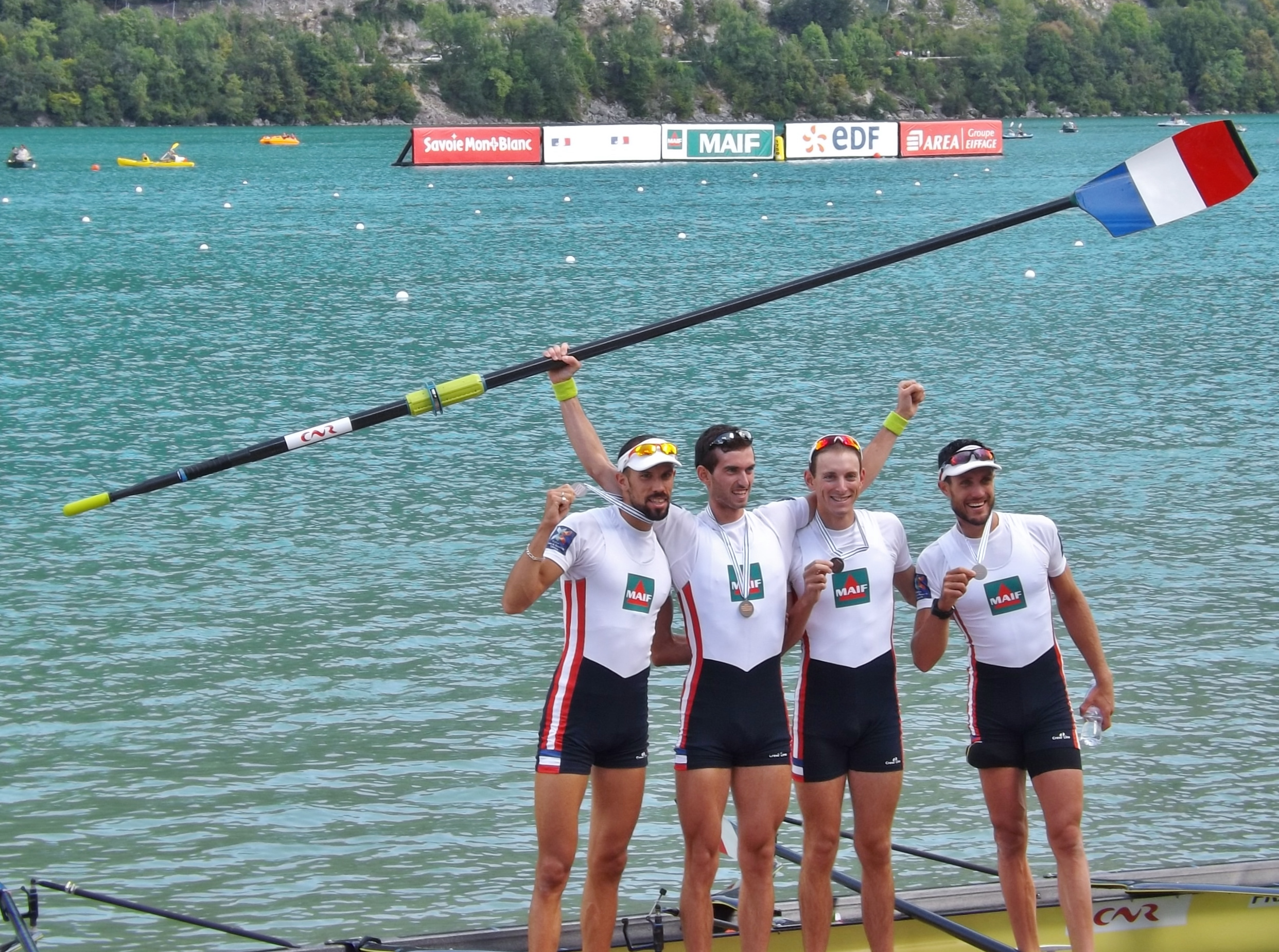
Quatre de pointe poids légers LM4- : Français médaillés de bronze.

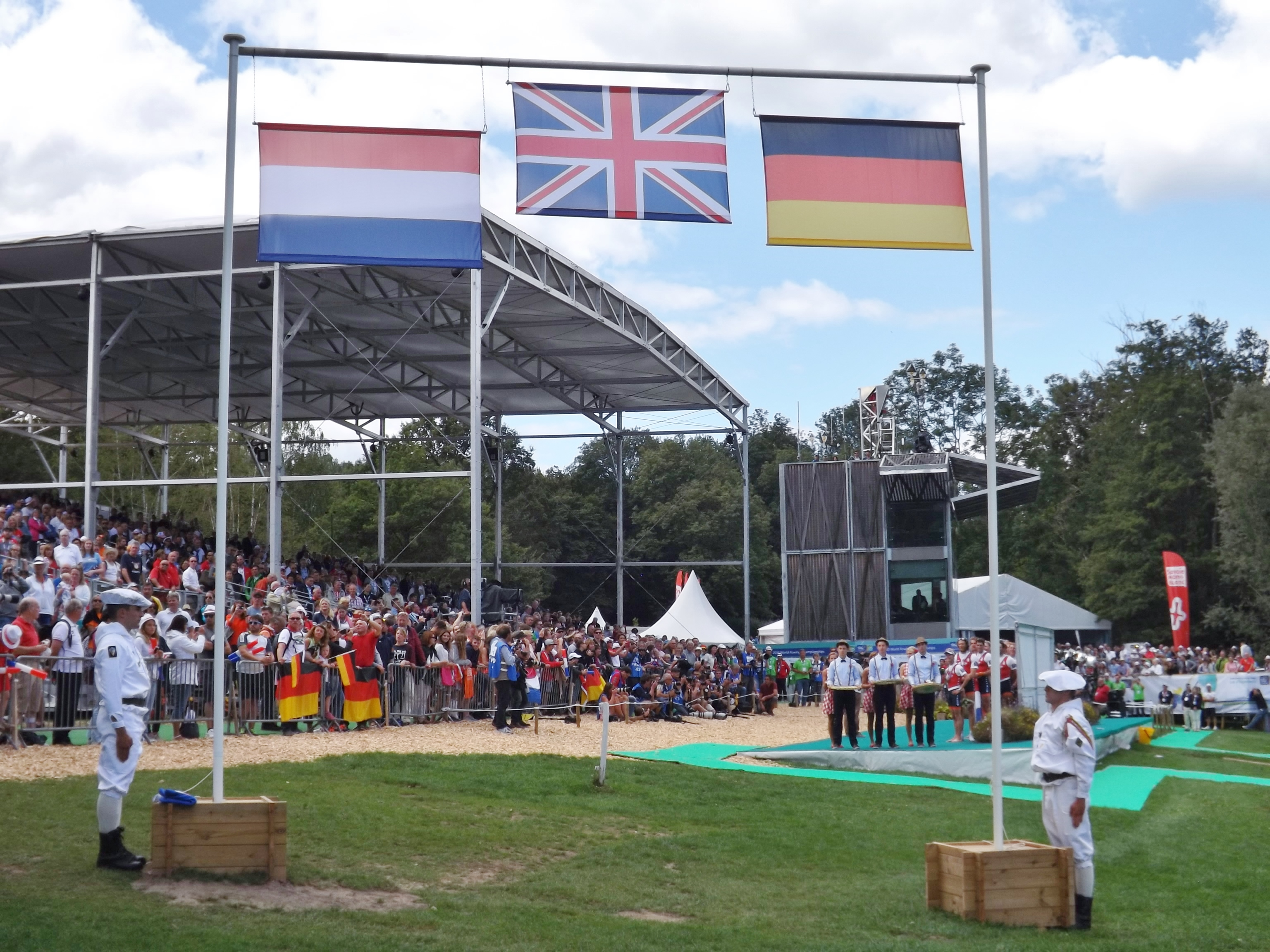
Podium Huit poids légers LM8+ : GBR-GER-NED.

| Épreuves                           | Or | Or            | Argent | Argent        | Bronze | Bronze        |
| ---------------------------------- | --- | ------------- | --- | ------------- | --- | ------------- |
| Skiff M1x                          | Tchéquie Ondřej Synek | 6 min 54 s 76 | Nouvelle-Zélande Mahé Drysdale | 6 min 55 s 10 | Lituanie Mindaugas Griškonis | 6 min 57 s 64 |
| Skiff poids légers LM1x            | Nouvelle-Zélande Adam Ling | 6 min 53 s 80 | Slovénie Rajko Hrvat | 6 min 54 s 59 | Serbie Miloš Stanojević | 6 min 55 s 88 |
| Deux de couple M2x                 | Croatie Martin Sinković Valent Sinković                                                                                                  | 6 min 3 s 33  | Lituanie Rolandas Maščinskas Saulius Ritter | 6 min 5 s 31  | Nouvelle-Zélande Robert Manson Christopher Harris                                                                                                | 6 min 6 s 73  |
| Deux de pointe M2−                 | Nouvelle-Zélande Eric Murray Hamish Bond                                                                                                 | 6 min 15 s 83 | Royaume-Uni James Foad Matthew Langridge | 6 min 22 s 35 | Serbie Miloš Vasić Nenad Beđik | 6 min 25 s 36 |
| Deux de pointe avec barreur M2+    | Royaume-Uni Nathaniel Reilly-O'Donnell Matthew Tarrant Henry Fieldman                                                                    | 6 min 51 s 31 | Allemagne Jakob Schneider Clemens Ernsting Jonas Wiesen                                                                                                 | 6 min 57 s 36 | Serbie Viktor Pivač Martin Mačković Luka Mladenović                                                                                              | 6 min 59 s 53 |
| Deux de couple poids légers LM2x   | France Stany Delayre Jérémie Azou | 6 min 13 s 38 | Royaume-Uni William Fletcher Richard Chambers | 6 min 15 s 15 | Norvège Kristoffer Brun Are Strandli | 6 min 15 s 22 |
| Deux de pointe poids légers LM2−   | Royaume-Uni Joel Cassells Sam Scrimgeour                                                                                                 | 6 min 29 s 40 | France Augustin Mouterde Théophile Onfroy | 6 min 32 s 02 | Allemagne Jonas Kilthau Matthias Arnold | 6 min 34 s 53 |
| Quatre de couple M4x               | Allemagne Philipp Wende Karl Schulze Lauritz Schoof Hans Gruhne                                                                          | 5 min 53 s 22 | Australie David Crawshay Karsten Forsterling Cameron Girdlestone David Watts                                                                            | 5 min 54 s 75 | Estonie Andrei Jämsä Allar Raja Tõnu Endrekson Kaspar Taimsoo                                                                                    | 5 min 56 s 34 |
| Quatre de pointe M4−               | Italie Marco Di Costanzo Matteo Castaldo Matteo Lodo Giuseppe Vicino                                                                     | 5 min 46 s 78 | Australie Will Lockwood Spencer Turrin Joshua Dunkley-Smith Alexander Hill                                                                              | 5 min 48 s 74 | Royaume-Uni Scott Durant Alan Sinclair Tom Ransley Stewart Innes                                                                                 | 5 min 49 s 00 |
| Quatre de couple poids légers LM4x | France Maxime Demontfaucon Damien Piqueras Pierre Houin Morgan Maunoir                                                                   | 5 min 48 s 50 | Allemagne Roman Acht Daniel Lawitzke Philipp Grebner Jonathan Rommelmann                                                                                | 5 min 48 s 81 | Danemark Emil Espensen Andrej Bendtsen Mathias Larsen Oscar Petersen                                                                             | 5 min 50 s 41 |
| Quatre de pointe poids légers LM4− | Suisse Lucas Tramèr Simon Schürch Simon Niepmann Mario Gyr                                                                               | 5 min 55 31   | Danemark Kasper Winther Jens Vilhelmsen Jacob Barsøe Jacob Larsen                                                                                       | 5 min 57 s 58 | France Franck Solforosi Thomas Baroukh Thibault Colard Guillaume Raineau                                                                         | 5 min 58 s 22 |
| Huit M8+                           | Royaume-Uni Matthew Gotrel Constantine Louloudis Pete Reed Paul Bennett Mohamed Sbihi Alex Gregory George Nash William Satch Phelan Hill | 5 min 36 s 18 | Allemagne Maximilian Munski Malte Jakschik Maximilian Reinelt Eric Johannesen Anton Braun Felix Drahotta Richard Schmidt Hannes Ocik Martin Sauer       | 5 min 36 s 36 | Pays-Bas Dirk Uittenbogaard Boaz Meylink Kaj Hendriks Boudewijn Roell Olivier Siegelaar Tone Wieten Mechiel Versluis Robert Lücken Peter Wiersum | 5 min 38 s 09 |
| Huit poids légers LM8+             | Allemagne Tobias Schad Simon Barr Torben Neumann Florian Roller Tobias Franzmann Stefan Wallat Claas Mertens Can Temel Felix Heinemann   | 5 min 38 s 92 | France Gaël Chocheyras Alexis Guerinot Clément Duret Thibault Lecomte Clément Fonta Vincent Cavard Clément Roulet-Dubonnet Fabrice Moreau Thibaut Hacot | 5 min 40 s 14 | États-Unis Tobin McGee John Devlin Christopher Lambert Peter Schmidt Phillip Henson Alex Twist David Smith Matthew Lenhart John Carlson (en)     | 5 min 40 s 41 |

#### Handisport
| Épreuves | Or                                                                        | Or                               | Argent                                                                                   | Argent                           | Bronze                                                                          | Bronze                           |
| -------- | ------------------------------------------------------------------------- | -------------------------------- | ---------------------------------------------------------------------------------------- | -------------------------------- | ------------------------------------------------------------------------------- | -------------------------------- |
| ASM1x    | Australie Erik Horrie                                                     | 4:45.55                          | Royaume-Uni Tom Aggar                                                                    | 4:51.09                          | Ukraine Igor Bondar                                                             | 4:51.70                          |
| ASW1x    | Israël Moran Samuel                                                       | 5:25.92                          | Royaume-Uni Rachel Morris                                                                | 5:27.02                          | Norvège Birgit Skarstein                                                        | 5:31.94                          |
| TAMix2x  | Australie Gavin Bellis (en) Kathryn Ross                                  | 4:03.51                          | Royaume-Uni Laurence Whiteley Lauren Rowles                                              | 4:04.03                          | France Perle Bouge Stéphane Tardieu                                             | 4:06.08                          |
| LTAMix2x | Annulée par manque d'engagements                                          | Annulée par manque d'engagements | Annulée par manque d'engagements                                                         | Annulée par manque d'engagements | Annulée par manque d'engagements                                                | Annulée par manque d'engagements |
| LTAMix4+ | Royaume-Uni Grace Clough Pamela Relph Daniel Brown James Fox Oliver James | 3:19.56                          | États-Unis Jaclyn Smith Danielle Hansen Zachary Burns Richard Vandegrift Jennifer Sichel | 3:19.82                          | Canada Victoria Nolan Veronique Boucher Curtis Halladay Andrew Todd Kristen Kit | 3:27.38                          |

### Bilan de la compétition
Thomas Bach, président du Comité international olympique, a déclaré que « ces championnats, parfaitement organisés, nous ont offert des compétitions passionnantes dans un cadre magnifique.Tous les athlètes avec lesquels j'ai discuté ont été extrêmement satisfaits de l'organisation et de l'ambiance chaleureuse qui régnait. ».
80 % des quotas olympiques ont été attribués lors de la compétition. Des places restent à prendre lors de courses continentales et lors de l'épreuve de coupe du monde de Lucerne.
Le bilan sportif de l'équipe de France est jugé correct. Jean-Jacques Mulot, le président de la Fédération française d'aviron, juge le bilan satisfaisant notamment en termes de médailles (six alors que l'objectif était de cinq) et de qualifications olympiques et paralympiques (huit bateaux sont qualifiés : six pour les jeux olympiques et deux pour les paralympiques). De plus, il estime que la France est aujourd'hui la première nation mondiale dans les poids légers,. Des athlètes français jugent que ce bilan n'est pas satisfaisant et que la fédération et le directeur technique national n'ont pas mis en place une bonne stratégie et ont privilégié à tort le huit. La Nouvelle-Zélande a qualifié neuf bateaux (33 athlètes) pour les Jeux olympiques alors que son objectif était de qualifier les 14 bateaux. Cependant, la Fédération est heureuse des résultats. Elle espère réussir à qualifier les cinq autres bateaux à Lucerne. L'objectif de cette fédération est de remporter trois médailles d'or à Rio de Janeiro. L'Australie a remporté un titre grâce à Kim Crow et qualifié sept bateaux pour les Jeux olympiques sur les 12 espérés. L'Australie espère qualifier à Lucerne ses deux huit. Ces deux bateaux ont participé à toutes les éditions des jeux olympiques depuis 1952. Les États-Unis n'ont remporté aucune médaille dans les catégories olympiques chez les hommes. La Grande-Bretagne a terminé en tête du tableau des médailles avec cinq médailles d'or. De plus, 12 bateaux sont qualifiés pour les jeux olympiques et 4 pour les jeux paralympiques. Le bilan est jugé très bon par David Tanner qui est le directeur de la performance de la fédération britannique. Marcus Schwarzrock juge très bon le bilan de l'Allemagne lors des championnats du monde. L'objectif fixé était trois à quatre médailles dans les bateaux olympiques. L'Allemagne dispose de 9 bateaux qui sont qualifiés pour les Jeux olympiques.
Hervé Gaymard a reçu au nom du comité d'organisation qu'il présidait la « Grande Médaille d'or » de la Fédération française d'aviron,.

## Tableau des médailles
- Pays organisateur (France)

| Rang  | Nation           | Or | Argent | Bronze | Total |
| ----- | ---------------- | -- | ------ | ------ | ----- |
| 1     | Royaume-Uni      | 5  | 9      | 1      | 15    |
| 2     | Nouvelle-Zélande | 5  | 3      | 1      | 9     |
| 3     | Allemagne        | 3  | 4      | 2      | 9     |
| 4     | Australie        | 3  | 2      | 0      | 5     |
| 5     | États-Unis       | 3  | 1      | 3      | 7     |
| 6     | France           | 2  | 2      | 2      | 6     |
| 7     | Tchéquie         | 1  | 1      | 0      | 2     |
| 8     | Croatie          | 1  | 0      | 0      | 1     |
| 8     | Israël           | 1  | 0      | 0      | 1     |
| 8     | Italie           | 1  | 0      | 0      | 1     |
| 8     | Suisse           | 1  | 0      | 0      | 1     |
| 12    | Danemark         | 0  | 1      | 1      | 2     |
| 12    | Lituanie         | 0  | 1      | 1      | 2     |
| 14    | Grèce            | 0  | 1      | 0      | 1     |
| 14    | Slovénie         | 0  | 1      | 0      | 1     |
| 16    | Pays-Bas         | 0  | 0      | 3      | 3     |
| 16    | Serbie           | 0  | 0      | 3      | 3     |
| 18    | Canada           | 0  | 0      | 2      | 2     |
| 18    | Chine            | 0  | 0      | 2      | 2     |
| 18    | Norvège          | 0  | 0      | 2      | 2     |
| 21    | Estonie          | 0  | 0      | 1      | 1     |
| 21    | Afrique du Sud   | 0  | 0      | 1      | 1     |
| 21    | Ukraine          | 0  | 0      | 1      | 1     |
| Total | Total            | 26 | 26     | 26     | 78    |

## Retombées

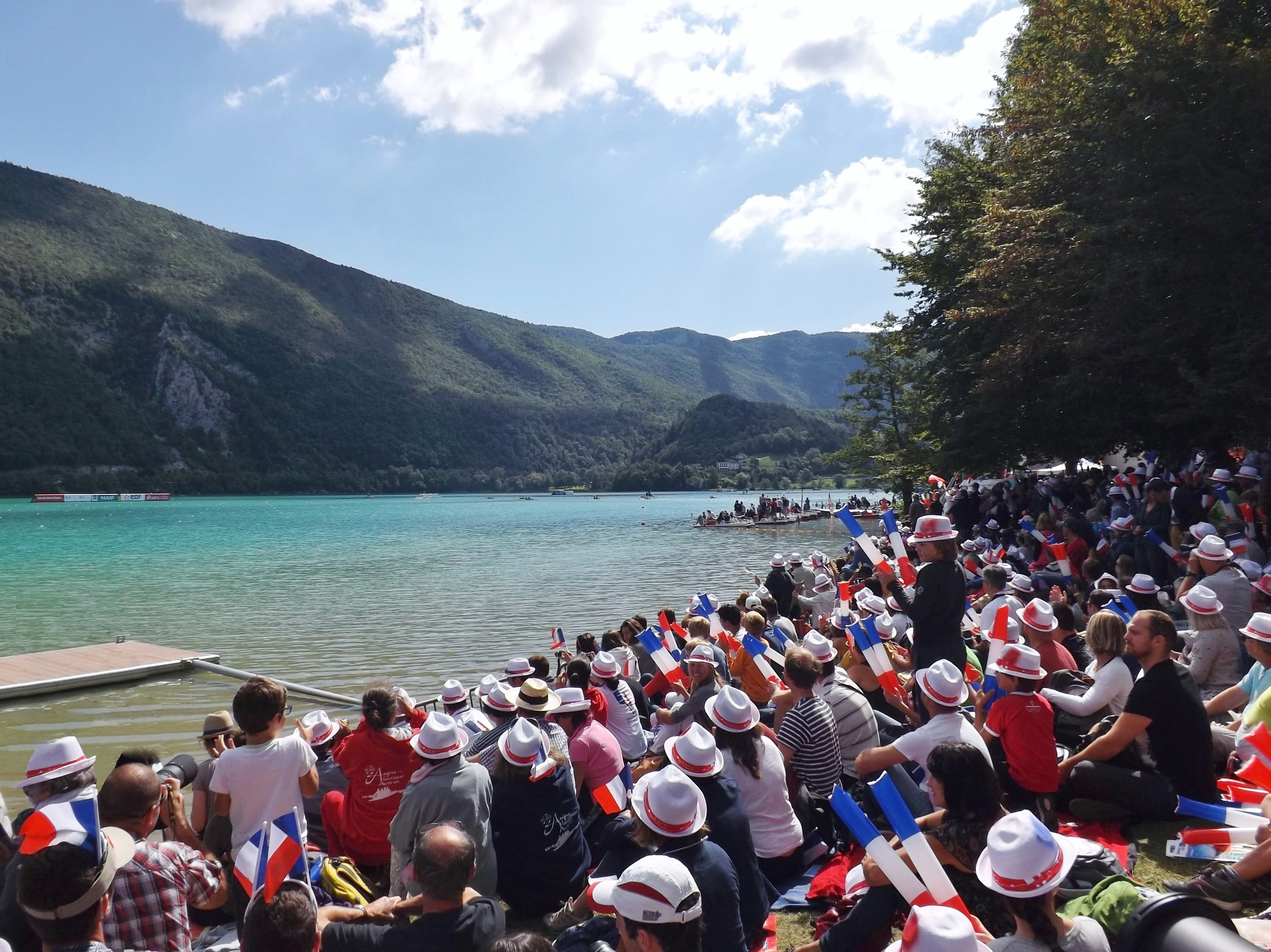
Spectateurs au bord du lac à Pré Argent.

La couverture médiatique de l'événement est importante. En effet, la compétition a été diffusée sur 181 chaînes alors que les championnats du monde 2014 avaient été diffusés sur 77 chaînes. En France, la compétition est diffusée par le groupe France Télévisions sur France 3 et sur France Ô. En Grande-Bretagne, la BBC diffuse les finales. La compétition est également diffusée sur la ZDF, sur Rai Sport 1 et sur Eurosport,. La diffusion de la compétition sur France 3 le 6 septembre a rassemblé 640 000 téléspectateurs. Les organisateurs espéraient accueillir 400 journalistes et techniciens des médias. Finalement, il y a eu 264 journalistes accrédités et 66 photographes professionnels.
Le bilan de l'affluence est plutôt positif. Le dossier de candidature prévoyait 10 000 spectateurs par jour dont 5 000 en tribune. Les organisateurs espéraient 3 000 spectateurs lors de la cérémonie d'ouverture et 32 000 spectateurs sur l'ensemble de la semaine. Finalement, 35 000 spectateurs ont assisté à la compétition. Il y a eu 4 000 spectateurs pour les premières finales du vendredi, 7 500 spectateurs le samedi et 12 000 spectateurs le dimanche.
Les retombées économiques sont plutôt bonnes.
L'office du tourisme estime que les « 6 000 lits marchands autour du lac sont pleins à 90 % pendant la semaine des championnats ». Les athlètes ont été logés dans 18 hôtels de Chambéry et Aix-les-Bains ce qui représenterait 2,8 millions d'euros. Les autres hôtels de la région ont également bénéficié de l'évènement avec des réservations de la part des familles des athlètes. Des restaurants situés à proximité du lac ont également profité de l'événement pour augmenter leurs recettes.
Un questionnaire de satisfaction a été envoyé aux athlètes participants. L'organisation obtient une note globale de 8,6/10, 87 % des athlètes recommandent le territoire et 84 % ont l'intention de revenir. L'ambiance obtient la note de 9,3/10 et les animations 8,6/10. 57 % des personnes venues assister au championnat ont passé au moins une nuit sur place. Deux tiers des visiteurs ont profité de leur visite pour faire du tourisme dans les environs. La majorité des spectateurs étaient des Français.